# Петикин, Павел Иванович
Павел Иванович Петикин (1913—1999) — Гвардии старший лейтенант Рабоче-крестьянской Красной Армии, участник Великой Отечественной войны, Герой Советского Союза (1943).

## Биография

Могила Петикина на Северном кладбище Ростова-на-Дону.

Павел Петикин родился 16 февраля 1913 года в Херсоне. После окончания девяти классов школы и школы фабрично-заводского ученичества работал на заводах. В 1935—1939 годах проходил службу в Рабоче-крестьянской Красной Армии. В 1941 году Петикин повторно был призван в армию. В 1942 году он окончил Ростовское артиллерийское училище. С октября того же года — на фронтах Великой Отечественной войны.
К октябрю 1943 года гвардии старший лейтенант Павел Петикин командовал батарее 150-го гвардейского артиллерийского полка 78-й гвардейской стрелковой дивизии 25-го гвардейского стрелкового корпуса 7-й гвардейской армии Степного фронта. Отличился во время битвы за Днепр. 5 октября 1943 года в бою в районе села Бородаевка Верхнеднепровского района Днепропетровской области Украинской ССР Петикин лично уничтожил 2 танка и 1 бронемашину. В критический момент боя он поднял своих товарищей в атаку, отбросив пехоту противника.
Указом Президиума Верховного Совета СССР от 26 октября 1943 года гвардии старший лейтенант Павел Петикин был удостоен высокого звания Героя Советского Союза с вручением ордена Ленина и медали «Золотая Звезда».
В 1944 году Петикин был уволен в запас. Проживал и работал в Ростове-на-Дону. Умер 22 декабря 1999 года, похоронен на Северном кладбище Ростова-на-Дону.
Был также награждён орденами Отечественной войны 1-й степени и Красной Звезды, рядом медалей.